# Great Holland
Great Holland är en by i civil parish Frinton and Walton, i distriktet Tendring i grevskapet Essex i England. Byn ligger 50,5 km från Chelmsford. Orten har 706 invånare (2015). Parish hade 623 invånare år 1931. År 1934 blev den en del av den då nybildade Frinton and Walton.